# Romanš
Romanš (ISO 639-3: roh; retoromanski; romansh, rumantsch, pomansch, romanche, rhaeto-romansch), retoromanski jezik kojim (prema popisu iz 2000.) govori oko 60 000 Retoromana u Švicarskoj (od čega njih oko 35 000 kao glavni jezik). Njegovim dijalektima govore Engadinci u dolinama rijeke Inn (Engadine) na istoku Švicarske, donjoengadinski (Vallader) i gornjoengadinski (Putèr). Drugu skupinu dijalekata čine surselvanski na sjeveroistoku Švicarske na zapadnoj obali Rajne (Surselva; Vorderrhein; gornja Rajna) i u središnjoj Švicarskoj na istočnoj obali Rajne sutselvanski (Sutselva-Hinterrhein ili donja Rajna) i surmiranski (surmiran, surmeiran) u regiji Surmeir. 
U Švicarskoj je jedan od službenih jezika i uči se u osnovnim školama u nekim općinama Kantona Graubünden. Na romanšu izlazi nekoliko novina, a postoji i jedna državna rtv kuća (Radio e Televisiun Rumantscha).

## Vanjske poveznice
- Swiss Romantsch Study of a language under threat  Arhivirana inačica izvorne stranice od 11. prosinca 2008. (Wayback Machine)
- Romansch (14th)
- Romansch (15th)